# Marburger Burschenschaft Germania
Die Marburger Burschenschaft Germania ist eine pflichtschlagende und farbentragende Studentenverbindung in Marburg. Die Burschenschaft ist Mitglied im Korporationsverband Deutsche Burschenschaft (DB). Die Aktivitas der Burschenschaft wird vom Landesamt für Verfassungsschutz Hessen beobachtet und als rechtsextrem eingestuft (Stand: 2024).

## Couleur und Wahlspruch
Das Band der heutigen Germania hat die Farben Schwarz-Weiß-Rot mit silberner Perkussion, die Fuxenfarben sind Schwarz-Weiß. Als Kopfbedeckung wird eine schwarze Samtmütze im Hinterhauptformat getragen. Inaktive Burschen und Alte Herren trägen außerdem Tönnchen in den Germanenfarben. Ihr Wahlspruch lautet: Amico pectus, hosti frontem!

## Geschichte
In Marburg entstanden seit 1817, anfangs meist kurzlebige, Studentenverbindungen, die den Namen Germania führten und eine, die ihn heute noch führt.

### Die alte Germania (1817–1833)
Durch den Zusammenschluss der drei bisherigen Marburger Landsmannschaften entstand am 6. September 1817 die erste Marburger Germania, die keine Farben führte und deren Zirkel aus den Zirkeln der drei Landsmannschaften zusammengesetzt war. Bereits im November 1817 ging die Germania in der Allgemeinen Burschenschaft/Teutonia auf, die sich in Deutscher Bruderverein umbenannte, welcher 1820 aufgelöst wurde.
Innerhalb des Deutschen Brudervereins bildete sich am 18. Januar 1818 im Geheimen eine neue Burschenschaft Germania mit den Farben Schwarz-Weiß-Rot, welche am 19. Januar 1819 als öffentliche Burschenschaft neu konstituierte, sich jedoch am 3. November 1819 bereits wieder auflöste.
Am 18. Februar 1821 entstand aus ehemaligen Mitgliedern des aufgelösten Deutschen Brudervereins erneut eine Burschenschaft Germania mit den Farben Schwarz-Weiß-Rot (goldene Perkussion), die sich 1822 und im Wintersemester 1822/23 zum Schein und endgültig Anfang Januar 1824 auflöste, jedoch als Allgemeinheit mit den Farben Schwarz-Rot mit Gold bis zum Wintersemester 1825/26 fortgesetzt wurde.
Ausgetretene Burschenschafter der Allgemeinheit stifteten am 14. November 1825 die Waffenverbindung Alemannia mit den Farben Schwarz-Weiß-Rot, die sich ab dem Sommersemester 1826 Burschenschaft Alemannia nannte. Einige ihrer Mitglieder traten im Oktober 1828 aus und gründeten eine Vandalia. Am 13. Dezember 1828 vereinigten sich die Alemannia und die Vandalia zur Burschenschaft (Germania) mit den Farben Schwarz-Rot-Gold. Als Couleur wurde ein schwarz-rotes Band mit Goldrand sowie eine schwarze Mütze mit rotem Streifen getragen. Sie wurde auch Goldene Burschenschaft genannt und wurde Ostern 1832 aufgelöst. Einige Ende 1831 ausgetretene Mitglieder gründeten am 8. Dezember 1831 die Neue goldene Burschenschaft mit gleichem Couleur. Sie löste sich im April oder Mai 1833 jedoch bereits wieder auf.

### Die Germania (1851–1859)
1851 gründeten aus dem Marburger Wingolf ausgetretene Mitglieder eine christliche Progressburschenschaft Germania mit den Farben Grün-Weiß-Gold, die am 23. März 1859 aufgelöst wurde. Diese hatte keine Verbindungen zu den anderen Germanias.

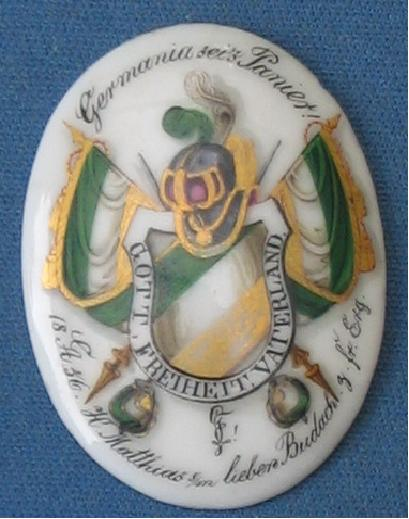
Auf Porzellan gemalter Farbschild mit Wahlspruch und Zirkel der christlichen Burschenschaft Germania Marburg

### Die heutige Germania (1868)

#### Gründungszeit
Die heutige Marburger Burschenschaft Germania wurde am 28. Oktober 1868 als Vereinigung ehemaliger Abiturienten des Gymnasiums Hersfeld bzw. Hersfelder Convent gegründet. Nach Aufnahme von Abiturienten anderer Gymnasien nannte sie sich 1869 Verbindung Hasso-Germania. Diese war an der Gründung der Freien studentischen Vereinigung beteiligt, welche das Ziel hatte, die Stellung der nicht korporierten Studenten innerhalb der Studentenschaft zu verbessern. Der Deutsch-Französische Krieg führte dazu, dass sich der Akademische Verein Hasso-Germania am 12. Juli 1871 in  Akademischer Verein Germania umbenannte. Dieser trat dem Weimarer CV (WCV) bei, einem Korporationsverband, welcher Mensur und Farben ablehnte. Nachdem die Germania im Wintersemester 1874/75 aus dem WCV ausgetreten war, schaffte sie sich im Wintersemester 1877/78 eigene Waffen aus, welche 1878 vom Marburger Seniorenconvent und 1879´vom Deputierten-Convent anerkannt wurden.
Ab dem WS 1881/82 trug die Germania öffentlich Couleur und es wurde ein Kartell mit der freischlagenden Verbindung Grimensia Leipzig geschlossen, das bis 1889 bestand. Vom Wintersemester 1882/83 bis 1885 bestand ein Kartell mit der Transrhenania München. 1886 wurde ein Korporationshaus gebaut. Von 1889 bis 1897/98 gehörte die Germania als Landsmannschaft dem Landsmannschafter-Convent an und trat am 24. Mai 1899 als Burschenschaft in den Allgemeinen Deputiertenconvent (ADC) ein.

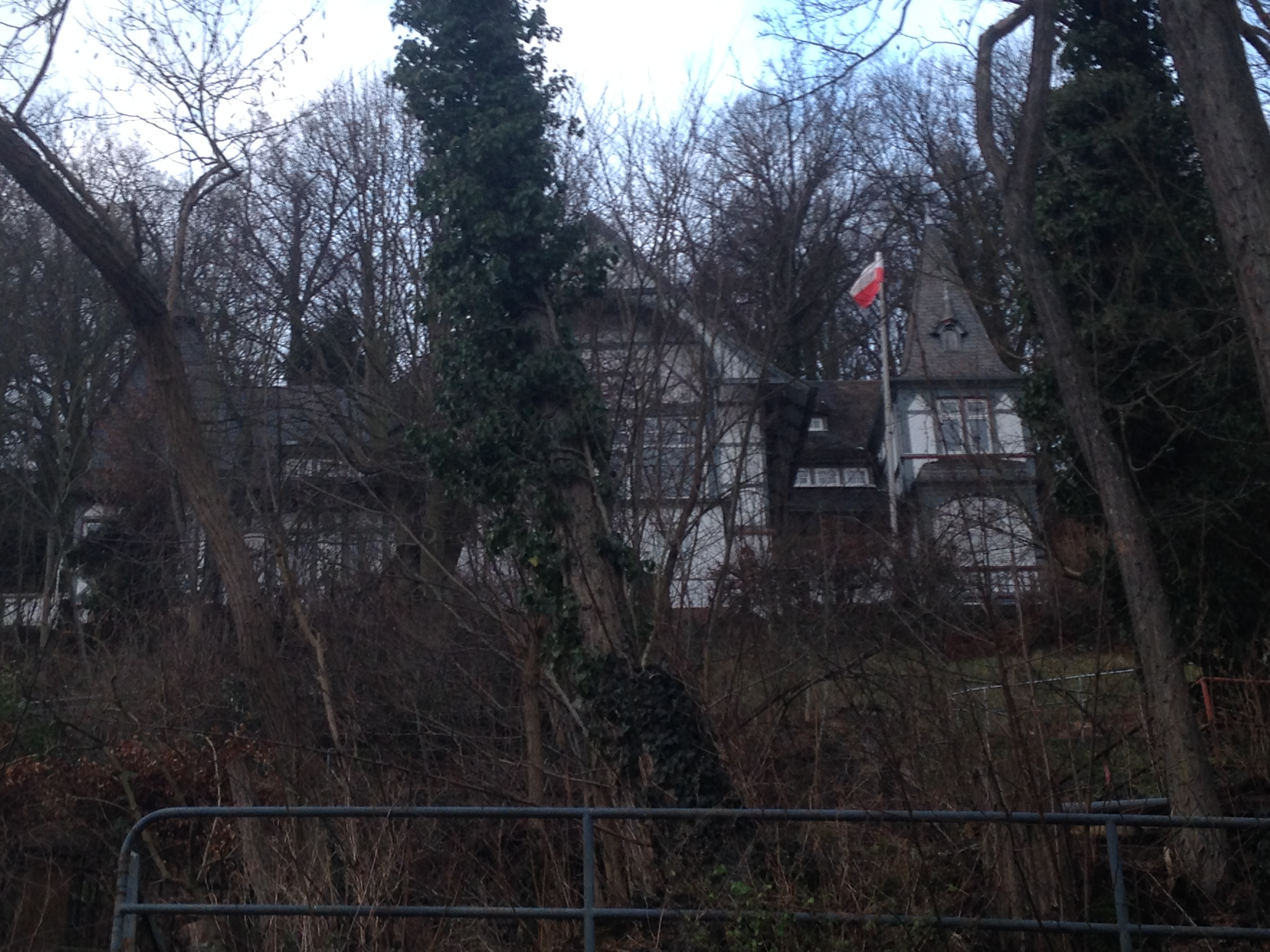
Haus der Marburger Burschenschaft Germania

Die Germania als Mitglied der Deutschen Burschenschaft (1915)

#### Zeit des Ersten Weltkrieges und Zwischenkriegszeit
Im Ersten Weltkrieg fielen 59 Mitglieder, das Germanenhaus wurde als Lazarett genutzt.
1920 waren Mitglieder der Germania an den Morden von Mechterstädt beteiligt.
Die Germania war am 29. Juni 1919 an der Gründung der Schwarzen Arbeitsgemeinschaft innerhalb der Deutschen Burschenschaft (DB) beteiligt, die sich ab 1920 Schwarzer Verband nannte. Weitere Mitglieder waren unter anderem Frankonia Gießen, Frisia Göttingen und Saxo-Silesia Freiburg. Mit dem Austritt der Germania aus dem Schwarzen Verband im November 1930, löste dieser sich auf. Im Wintersemester 1930/31 bestand die Burschenschaft Germania aus 410 Alten Herren, 128 Inaktiven und 41 Aktiven.

#### Zeit des Nationalsozialismus
In der Zeit des Nationalsozialismus kam es 1935 zu Querelen innerhalb der Germania, als diese aus der Deutschen Burschenschaft austreten wollte, die DB und die Aktivitas der Germania dieses jedoch ablehnten. Führer der DB war seit dem 24. März 1935 der Germane Hans Glauning (aktiv SS 1925). Er versuchte aktiv in die Führung des Altherrenverbandes einzugreifen, konnte allerdings keine Mehrheit für seine Positionen erlangen und legte schließlich sein Band nieder. 1936 musste sich die aktive Germania schließlich auflösen. Es bestand noch der Altherrenbund, welche eine Kameradschaft auf dem Germanenhaus unterstützte. Diese trug zunächst ab Beginn ihres Semesterbetriebes 1938 den Namen Kameradschaft Bogislav von Selchow. Bereits 1939 erfolgte eine Umbenennung, da nach den Grundsätzen der NSDAP Namen Lebender nicht vergeben werden sollten. Stattdessen wurde der Name Kameradschaft Ludwig Burk angenommen (nach dem Germanen und Kameradschaftsführer Ludwig Burk, WS 1937/38, gefallen am 28. Juni 1941 als Oberleutnant bei Charkow). Am 26. Januar 1942 wurde der Kameradschaft schließlich in Anwesenheit des Rektors, zahlreicher Professoren und Vertretern der Behring-Werke der Name Kameradschaft Emil von Behring verliehen. Bogislav von Selchow war inzwischen zum Ehrenmitglied der Kameradschaft ernannt worden.

#### Nachkriegszeit bis 2000
Nach dem Ende des Zweiten Weltkrieges entstand die Germania neu. Vormalige Angehörige der Kameradschaft und einige Altherrensöhne gründeten aufgrund des Verbots der Korporationen durch die Alliierten den Akademischen Freundschaftsbund Marburg als Ersatzorganisation, der am 10. Oktober 1947 von den Universitäts- und Militärbehörden anerkannt wurde. Er gehörte am 15. Juni 1950 zu den Gründungsmitgliedern der rekonstituierten Deutschen Burschenschaft. Mit der Wiedergründung der DB nahm der Freundschaftsbund die alte Bezeichnung Marburger Burschenschaft Germania wieder auf. Innerhalb des Verbandes gehörte sie wieder dem Grün-Weiß-Roten Kartell an.
Die Aktivitas wurde am 1. Dezember 1956 von der Altherrenschaft vertagt, nachdem der Bonner Student und Germane Klaus Petri einen Artikel veröffentlicht hatte, in dem er nationalsozialistisches Gedankengut verbreitete. Die Aktivitas hatte Petri deswegen aus der Germania ausgeschlossen, was die Altherrenschaft jedoch nicht richtig fand und stattdessen einige Aktive aus der Germania ausschloss (z. B. Walter Wallmann, Dietrich Oldenburg und Wolfgang Pott), im Übrigen die Aktivitas suspendierte und danach eine neue Aktivitas gründete. Siehe auch: Petri-Affäre
Die Deutsche Burschenschaft hob die Auflösung der Aktivitas jedoch am 4. Januar 1957 auf, so dass die in der Germania existierenden beiden Aktivitates wieder zu einer verschmolzen. Ein Teil der Mitglieder trat daraufhin am 4. Mai 1957 aus Protest aus und gründete eine Wissenschaftliche Vereinigung, welche 1958 mit der einstigen Wissenschaftlerverbindung Hohenstaufen-Königsberg zur Wissenschaftlichen Vereinigung Hohenstaufen-Königsberg zu Marburg fusionierte.
Im Geschäftsjahr 1968/69 übernahm die Germania den Vorsitz der Deutschen Burschenschaft.
Zwischen 1981 und 1984 war die Aktivitas der Marburger Burschenschaft Germania aufgrund von Mitgliedermangel vertagt.

#### Seit 2000
Im Geschäftsjahr 2015 hatte die Germania wieder den Vorsitz ihres Korporationsverbandes Deutschen Burschenschaft (DB) inne. Als Sprecher (d. h. Vorsitzender) der DB fungierte in dieser Zeit Torben Braga. Der Vorsitzmannschaft gehörte außerdem Philip Stein an.

## Auswärtige Beziehungen
Die Marburger Burschenschaft Germania bildet seit 1933 mit der Burschenschaft Germania Jena das Grün-Weiß-Rote Kartell (dem bis 2015 auch die Burschenschaft Hannovera Göttingen und in früheren Zeiten auch die Burschenschaft Derendingia Tübingen und die Burschenschaft Frankonia Heidelberg angehörten). Außerdem unterhält die Aktivitas der Germania seit 2015 ein Freundschaftsverhältnis zur Leipziger Burschenschaft Dresdensia.
Mit den beiden ortsansässigen Burschenschaften Rheinfranken Marburg und Normannia-Leipzig zu Marburg bildet die Germania die Örtliche Burschenschaft Marburg (ÖB) und den Marburger Waffenring (MWR).

## Vorträge
Wie alle Burschenschaften des Korporationsverbandes Deutsche Burschenschaft veranstaltet die Germania in jedem Semester Vorträge (sogenannte Burschenschaftliche Abende) zur politischen Weiterbildung ihrer aktiven Mitglieder. So sprachen in jüngerer Vergangenheit der Islamkritiker Hamed Abdel-Samad (2015), die neurechten Publizisten Erik Lehnert, Felix Menzel und Manuel Ochsenreiter (alle 2014) und der französische Rechtsintellektuelle Alain de Benoist (2018). Im Jahr 2019 organisierte die Burschenschaft einen sog. „Junges Europa“-Kongress mit den Rednern Thor von Waldstein, John Hoewer und Diego Fusaro.

## Politische Einordnung und Kontroversen

### 2010–2015
In den Jahren 2010 bis 2014 kam es aus dem linksextremen Spektrum zu mehreren Straftaten (§§ 125 StGB, 223 StGB, 224 StGB) gegen die Marburger Burschenschaft Germania. Außerdem kam es in der jüngeren Vergangenheit regelmäßig zu größeren Protesten (teilweise mit Unterstützung der Stadt) gegen die Germania bzw. von ihr organisierte Vortragsveranstaltungen. In den Jahren 2012 und 2013 wurde der Marburger Marktfrühschoppen von der Stadt Marburg unter anderem wegen der geplanten Teilnahme der Germania und der damit verbundenen Gegendemonstrationen abgesagt.

### 2015–2020
Außerdem stellte die Burschenschaft 2017 ihr Haus dem hessischen Landesverband der Jungen Alternative für Deutschland, dem Jugendverband der Alternative für Deutschland, für eine Mitgliederversammlung zur Verfügung.
2019 wurde die Germania in einem Gutachten des Bundesamtes für Verfassungsschutz zur AfD erwähnt; dort hieß es: „Germania Marburg ist verbunden mit dem ‚Institut für Staatspolitik‘ und ‚Ein Prozent‘“. 2019 wohnten Presseberichte zufolge auch Mitglieder der Identitären Bewegung auf dem Germanenhaus.
2020 wurde Angehörigen der Germania vorgeworfen, das Haus der benachbarten Schwarzburgverbindung Frankonia Marburg beschädigt zu haben, was von Seiten der Germania jedoch abgestritten wurde. Wegen dieses Vorfalles wurden 2023 drei Personen angeklagt. Als Nebenkläger trat der Hausverein der SBV Frankonia auf, der von ihrem Alten Herrn Michael Terwiesche, vertreten wurde. Einer der Angeklagten, ein ehemaliges Mitglied der Aktivitas der Germania, wurde vom Schöffengericht des Amtsgerichts Marburg zu einer Freiheitsstrafe von 8 Monaten auf Bewährung verurteilt. Das Urteil ist bisher nicht rechtskräftig. Die beiden Mitangeklagten, ein Germane und ein Angehöriger einer auswärtigen Burschenschaft, wurden mangels Beweises freigesprochen, die Ansprüche der Nebenkläger abgewiesen.

### 2024
Im August 2024 erklärte der hessische Innenminister Roman Poseck in einer Antwort auf eine Kleine Anfrage der Fraktion Bündnis 90/Die Grünen Hessen, dass die Aktivitas der Burschenschaft vom Landesamt für Verfassungsschutz Hessen beobachtet und als rechtsextrem eingestuft werde.

## Bekannte Mitglieder

### Bekannte Mitglieder der Germania von 1817
- Karl Theodor Bayrhoffer (1812–1888), Professor der Philosophie an der Universität Marburg und Freidenker, Mitglied der kurhessischen Ständeversammlung
- Karl Bernhardi (1799–1874), Schriftsteller, Bibliothekar, Publizist und Politiker, Mitglied der Frankfurter Nationalversammlung, der kurhessischen Ständeversammlung, des Preußischen Abgeordnetenhauses, des Zollparlaments, des Gothaer Nachparlaments und Reichstagsabgeordneter
- Dieterich von Bocholtz (1797–1861), Rittergutsbesitzer und Parlamentarier, Mitglied des Preußischen Herrenhauses, des Provinziallandtages von Westfalen, des Ersten Vereinigten Landtages für die Provinz Westfalen, des Zweiten Vereinigten Landtages für die Provinz Westfalen
- August Carl (1800–1831), Mitglied der Kurhessischen Ständeversammlung
- Johann Adam Förster (1795–1890), Verleger und Politiker, Mitglied des Vorparlaments und der Frankfurter Nationalversammlung, Mitglied der kurhessischen Ständeversammlung
- Heinrich Henkel (1802–1873), Politiker, Mitglied der kurhessischen Ständeversammlung, des Vorparlaments, der Frankfurter Nationalversammlung, des Volkshauses des Erfurter Unionsparlaments und des Gothaer Nachparlaments
- August Vilmar (1800–1868), konservativer lutherischer Theologe, Mitglied der kurhessischen Ständeversammlung
- Karl Wilhelm Wippermann (1800–1857), kurhessischer Beamter und Politiker, Mitglied der Frankfurter Nationalversammlung, des Volkshauses des Erfurter Unionsparlaments und der kurhessischen Ständeversammlung, Finanzminister des Kurfürstentums Hessen
- Ferdinand Wurzer (1808–1875), Arzt, Gutsbesitzer und Politiker, Mitglied des Preußischen Abgeordnetenhauses und des Provinziallandtages der Rheinprovinz
- Ernst Zimmermann (1812–1877), Rechtslehrer und Richter, Teilnehmer am Hambacher Fest

### Bekannte Mitglieder der Germania von 1851
- Otto Eiser (1834–1898), Arzt und Schriftsteller
- Karl Ernst (1834–1902), Generalsuperintendent der Evangelischen Landeskirche in Nassau
- Georg Gerland (1833–1919), Geograph und Geophysiker
- Otto Hartwig (1830–1903), Bibliothekar und Historiker
- Adolf von Heppe (1836–1899), preußischer Beamter und Politiker, Landrat, Regierungspräsident, Mitglied des Preußischen Abgeordnetenhauses und des Provinziallandtages von Hannover sowie der Provinz Sachsen
- Wilhelm Friedrich von Starck (1835–1913), Staatsminister in Schwarzburg-Rudolstadt

### Bekannte Mitglieder der heutigen Germania
- Wilhelm Altmann (1862–1951), Historiker, Bibliothekar, Musikschriftsteller und -kritiker
- Oskar Antze (1878–1962), Arzt und Schachmeister
- August Belli (1855–1941), Landrat im Landkreis Tecklenburg
- Hans-Bodo Bertram (* 1941), Rechtswissenschaftler und Diplomat (Botschafter in Brasilien und Portugal)
- Torben Braga (* 1991), Politiker (AfD), Mitglied des Deutschen Bundestages
- Walther Bremer (1887–1926), Prähistoriker
- Hans Broche (1896–1963), Chemiker
- Carl Brocksiepe (1928- ), Jurist und langjähriger Geschäftsführer Tarif- und Sozialpolitik im Zentralverband Deutsches Baugewerbe
- Erich vom Bruch (1885–1933), Bürgermeister der Stadt Leer und Opfer des Nationalsozialismus
- Theodor Rudolf Dithmar (1863–1948), ev. Theologe und Abgeordneter des Kurhessischen Kommunallandtages
- Georg Eberlein (1888–1976), Politiker (DVP, LDP), Oberbürgermeister der Stadt Bad Homburg und Landrat des Obertaunuskreises
- Reinhard Frank (1860–1934), Rechtswissenschafter, Unternehmer, Professor, Rektor der Ludwig-Maximilians-Universität München
- August Fuchs (1857–1920), Reichsgerichtsrat
- Hans Jürgen Gerner (* 1941), Orthopäde, Rehabilitationswissenschaftler
- Hans Glauning (1906–1973), Rechtsanwalt, Mitbegründer des NSDStB, nationalsozialistischer Funktionär (1935 ausgetreten)
- Marcel Grauf (* 1987), rechtsextremer Aktivist, ehemaliges Mitglied der NPD, Mitglied der AfD
- Jürgen Wilhelm Harms (1885–1956), Zoologe und Hochschullehrer
- Ernst von Harnack (1888–1945), preußischer Regierungspräsident, Politiker (SPD) und Widerstandskämpfer gegen den Nationalsozialismus (1922 ausgetreten)
- Fritz Hartung (1884–1973), Jurist und Prozessrechtskommentator
- Robert Hördemann (1900–1991), Mediziner, Reichsarzt der Hitlerjugend, NS-Gesundheitspolitiker
- Wolf Jöckel (* 1940), Arzt und Autor
- Wilhelm Jung (1903–1960), Landrat, Vizepräsident des Landeskirchenamtes Kassel
- Hans-Gernot Jung (1930–1991), evangelischer Theologe, Bischof der Evangelischen Kirche von Kurhessen-Waldeck
- Ludwig Keller (1849–1915), Archivar
- Karl Knoch (1883–1972), Klimatologe
- Erich Müller (1899–1992), Zahnarzt
- Karl Mylius (1896–1991), Augenarzt und Hochschullehrer
- Dietrich Oldenburg (* 1933), Schriftsteller und Beamter (1956 Ausschluss, s. Petri-Affäre)
- Adolf Paul (1890–1979), Reichsgerichtsrat
- Reinhard Perwitzschky (1896–1971), HNO-Arzt und Hochschullehrer, SS-Mitglied
- Hans Wilbert Petri (1901–1944), Jurist und Oberbürgermeister von Wattenscheid (NSDAP), Hauptsturmführer der SS-Division Totenkopf
- Klaus Petri (1933–2011), Rechtsanwalt, Notar, Lokalpolitiker (CDU, REP, NPD) (1956 Ausschluss, s. Petri-Affäre)
- Wolfgang Pott (* 1929), Gerichtspräsident des Hessischen Finanzgerichts (1956 Ausschluss, s. Petri-Affäre)
- Carl-Heinz Rodenberg (1904–1995), SS-Obersturmbannführer, Wissenschaftlicher Leiter der Reichszentrale zur Bekämpfung der Homosexualität und Abtreibung
- Kurt Scharlau (1906–1964), Geograph, Professor, SS-Mitglied
- Philip Stein (* 1991), Verleger (Jungeuropa) und politischer Aktivist im Kontext der Neuen Rechten und des Rechtsextremismus
- Wolfgang Vehse (* 1945), Beamter und Politiker, Staatssekretär im Sächsischen Staatsministerium für Wirtschaft und Arbeit
- Walter Wallmann (1932–2013), Politiker (CDU), deutscher Umweltminister, Ministerpräsidenten des Landes Hessen, Oberbürgermeister von Frankfurt am Main (1956 Ausschluss, s. Petri-Affäre)
- Julius Wilhelmi (1880–1937), Zoologe
- Georg Zülch (1870–1942), Jurist und Politiker (DNVP), Reichstagsabgeordneter, Mitglied des Provinziallandtages in Ostpreußen
- Klaus-Joachim Zülch (1910–1988), Neurowissenschaftler